# Манъэн
Манъэн (яп. 万延 манъэн, длящийся десять тысяч) — девиз правления (нэнго) японского императора Комэя, использовавшийся с 1860 по 1861 год.

## Продолжительность
Начало и конец эры:
- 18-й день 3-й луны 7-го года Ансэй (по григорианскому календарю — 8 апреля 1860);
- 19-й день 2-й луны 2-го года Манъэн (по григорианскому календарю — 29 марта 1861).

## Происхождение

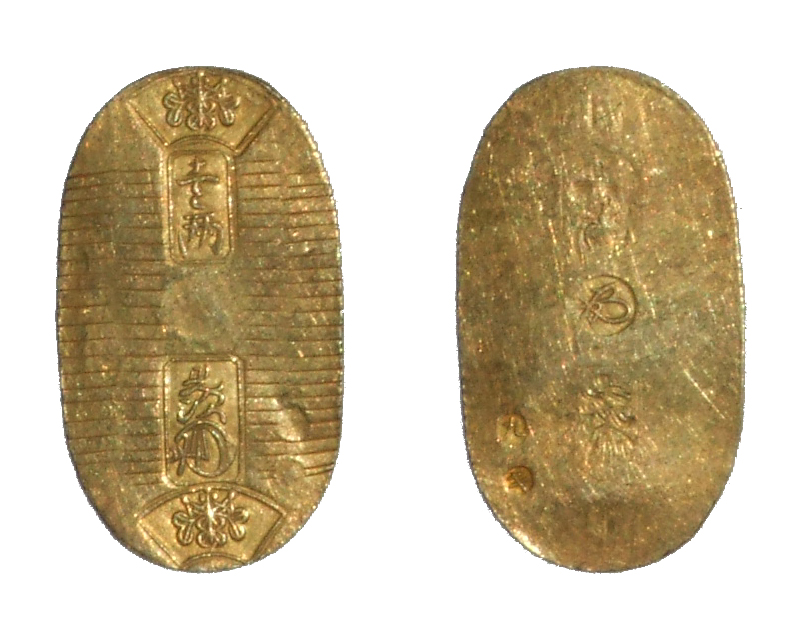
Золотые монеты годов Манъэн

Название нэнго было заимствовано из следующего отрывка из 90-го цзюаня древнекитайского сочинения Хоу Ханьшу:

Имеющий 100 000 000 000 потомков навсегда оставит своё имя в истории"
Оригинальный текст (кит.)豊千億之子孫、歴万載而永延

## События
- 29 мая 1860 года (9-й день 4-й луны 1-го года Манъэн) — вышли золотые монеты годов Манъэн (яп. 万延小判 манъэн кобан), бывшие в обращении до 1874 года;
- 1860 год (1-й год Манъэн) — японское посольство в США (яп. 万延元年遣米使節 манъэн ганнэн кэнбэй сисэцу);
- 1861 год (2-й год Манъэн) — торговая реформа «Гохин эдо кайсорэй» (яп. 五品江戸廻送令);

## Сравнительная таблица
Ниже представлена таблица соответствия японского традиционного и европейского летосчисления. В скобках к номеру года японской эры указано название соответствующего года из 60-летнего цикла китайской системы гань-чжи. Японские месяцы традиционно названы лунами.
| 1-й год Манъэн (Металлическая Обезьяна) | 1-я луна        | 2-я луна*  | 3-я луна  | 3-я луна (високосная) | 4-я луна* | 5-я луна* | 6-я луна  | 7-я луна*  | 8-я луна*   | 9-я луна   | 10-я луна* | 11-я луна  | 12-я луна      |
| --------------------------------------- | --------------- | ---------- | --------- | --------------------- | --------- | --------- | --------- | ---------- | ----------- | ---------- | ---------- | ---------- | -------------- |
| Григорианский календарь                 | 23 января 1860  | 22 февраля | 22 марта  | 21 апреля             | 21 мая    | 19 июня   | 18 июля   | 17 августа | 15 сентября | 14 октября | 13 ноября  | 12 декабря | 11 января 1861 |
| Юлианский календарь                     | 11 января 1860  | 10 февраля | 10 марта  | 9 апреля              | 9 мая     | 7 июня    | 6 июля    | 5 августа  | 3 сентября  | 2 октября  | 1 ноября   | 30 ноября  | 30 декабря     |
| 2-й год Манъэн (Металлический Петух)    | 1-я луна*       | 2-я луна   | 3-я луна  | 4-я луна*             | 5-я луна  | 6-я луна* | 7-я луна  | 8-я луна*  | 9-я луна    | 10-я луна* | 11-я луна* | 12-я луна  |                |
| Григорианский календарь                 | 10 февраля 1861 | 11 марта   | 10 апреля | 10 мая                | 8 июня    | 8 июля    | 6 августа | 5 сентября | 4 октября   | 3 ноября   | 2 декабря  | 31 декабря |                |
| Юлианский календарь                     | 29 января 1861  | 27 февраля | 29 марта  | 28 апреля             | 27 мая    | 26 июня   | 25 июля   | 24 августа | 22 сентября | 22 октября | 20 ноября  | 19 декабря |                |

* звёздочкой отмечены короткие месяцы (луны) продолжительностью 29 дней. Остальные месяцы длятся 30 дней.